# 襲芳舎

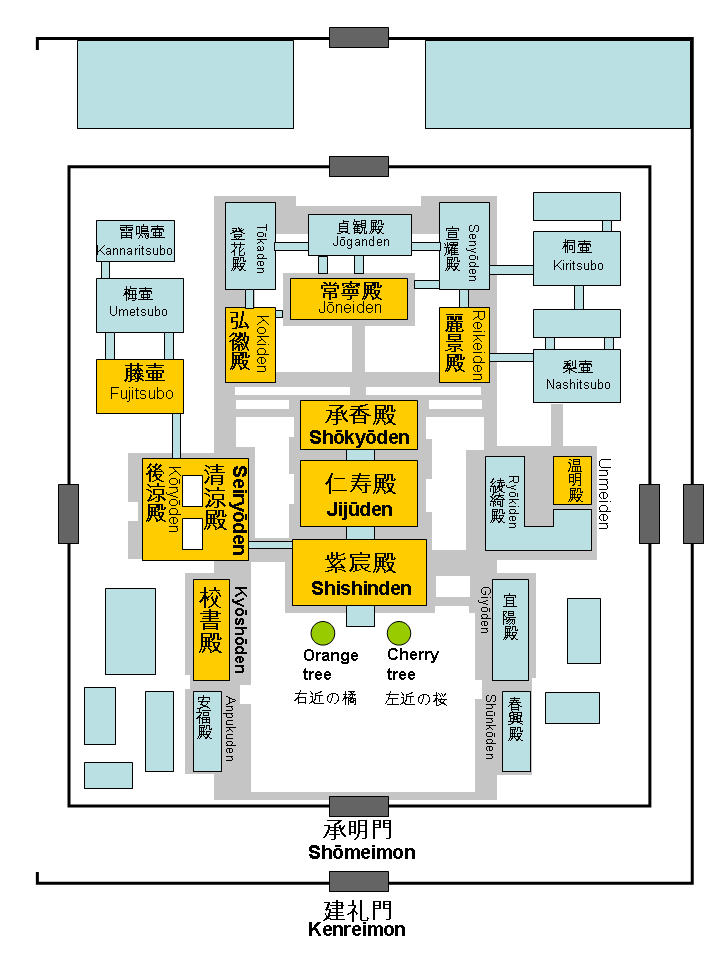
平安京内裏図

襲芳舎（しゅうほうしゃ、しほうしゃ）とは、平安御所の後宮の七殿五舎のうちの一つ。
庭に霹靂の木（落雷を受けた木をそのまま放置したもの）があったとも、または雷鳴の時に天皇が避難して滝口武者に鳴弦させたともいわれ、そこから雷鳴壺（かんなりのつぼ）とも称する。内裏の北西に位置し、凝花舎の北。
本来後宮の一部だが、東宮御所として使われたり、隣の凝花舎の后妃に仕える女房の曹司となったりした他、歌合が行われた記録も残る。（古今集）